# Pietro Perdichizzi
Pietro Perdichizzi, né le 16 décembre 1992 à Charleroi en Belgique, est un footballeur belge d'origine italienne qui joue au poste de défenseur au Lierse Kempenzonen, dont il est actuellement le capitaine.

## Biographie

### En club
Pietro Perdichizzi rejoint le Sporting de Charleroi à l'âge de 13 ans. À peine quatre ans plus tard, en janvier 2010, il est appelé par Tommy Craig, en compagnie de trois autres jeunes espoirs carolos, à accompagner l'équipe A en stage en Algarve, à la suite duquel il est incorporé au noyau. Ayant visiblement convaincu son entraîneur, il fait ses débuts en équipe première lors de la première rencontre suivant la trève hivernale, le 16 janvier 2010, à domicile contre le KRC Genk (défaite 1-3). Il est ensuite titulaire à l'occasion de cinq matchs sur six disputés pendant les play-offs 2 et totalise pour sa première saison 514 minutes de jeu à seulement 17 ans.
Le mercredi 22 juin 2011, il signe un contrat de quatre ans avec le Club Bruges KV. Sept jours plus tard, il est suspendu pour une période de trois mois avec effet rétroactif au 8 juin pour avoir été testé positif au cannabis lors d'un contrôle antidopage effectué après la rencontre Lierse SK - Charleroi SC du 29 janvier 2011. La commission de discipline de la FIFA confirme au mois d'août à l'Union belge l'extension internationale de la suspension jusqu'au 9 septembre 2011, Pietro Perdichizzi ne peut dès lors participer à aucun match officiel du Club de Bruges jusqu'à la fin de la saison.
La saison suivante, il est prêté au SV Zulte Waregem avec une option d'achat et fait ses débuts le 26 septembre 2012 lors d'un match de coupe de Belgique contre le KVV Coxyde, un club de troisième division. Il dispute l'intégralité de ce derby régional que Zulte remporte 1-0 grâce à un but d'Habib Habibou. Sa première titularisation en championnat lui est offerte le 16 mars 2013 lors de la dernière journée de la saison régulière face au KV Malines, il est remplacé par Junior Malanda pendant le temps complémentaire.
À l'issue de la saison, Zulte ne lève pas l'option d'achat et Pietro Perdichizzi casse son contrat avec Bruges pour rejoindre le KSV Roulers en deuxième division avec l'espoir d'y gagner du temps de jeu. Après deux saisons dans l'antichambre de l'élite, il signe à l'Antwerp où il récolte quelques places de titulaire au début de la saison avant de disparaître dans le noyau B après la trêve hivernale. Lors de cette saison 2015-2016, l'Antwerp joue la tête du championnat et peut rêver au retour parmi l'élite. Cependant, le 19 mars 2016, la commission arbitrale de l'Union belge condamne le club anversois à honorer des dettes contractées vis-à-vis de son ancien président, Eddy Wauters. Ces dettes s'élèvent à 4,9 millions d'euros et le club dispose d'un mois pour payer cette somme, faute de quoi sa licence pourrait ne pas lui être octroyée. Pietro Perdichizzi est victime de la purge du noyau qui s'ensuit afin de compenser le trou béant laissé dans le budget.
Contraint de quitter Anvers, il émigre à l'Union Saint-Gilloise en 2016. Il devient rapidement une valeur sûre au Parc Duden pour finalement hériter du brassard de capitaine. Il signe un nouveau contrat portant sur trois saisons avec une option pour une saison supplémentaire en 2019 mais quitte l'Union l'année suivante, en ayant joué 104 matchs pour le compte des Bruxellois.
En 2020, il rejoint Westerlo où il s'engage pour quatre ans, manquant ainsi le titre et la remontée historique en première division de l'Union. Ce n'est que partie remise puisqu'au terme de la saison 2021-2022, il est champion et promu avec le club campinois et retrouve l'élite dix ans après l'avoir quittée.
En manque de temps de jeu, fin juin 2024, il rejoint le Lierse Kempenzonen qui évolue en Division 1B où il signe un contrat jusqu'en 2027.

### En sélections nationales
Sélectionné pour la première fois en équipe nationale chez les moins de 19 ans en 2010, Pietro Perdichizzi devient rapidement une valeur sûre de l'équipe, récoltant 12 capes et jouant un rôle prépondérant dans la qualification pour l'Euro U-19 de 2011 disputé en Roumanie. À ce moment sous le coup de sa suspension, il ne dispute toutefois pas le tournoi final.
En 2012, il est sélectionné à quatre reprises par Johan Walem, cette fois chez les espoirs, en vue des éliminatoires pour l'Euro espoirs 2013, mais n'est plus jamais rappelé par la suite.

## Statistiques

### En club
| Saison                | Club                    | Championnat           | Championnat | Championnat | Championnat | Coupe(s) nationale(s) | Coupe(s) nationale(s) | Coupe(s) nationale(s) | Autres compétitions | Autres compétitions | Autres compétitions | Autres compétitions | Total | Total | Total |
| Saison                | Club                    | Division              | M.          | B.          | P.d.        | M.                    | B.                    | P.d.                  | Comp.               | M.                  | B.                  | P.d.                | M.    | B.    | P.d.  |
| 2009-2010             | Charleroi SC            | Division 1            | 1           | 0           | 0           | -                     | -                     | -                     | PO2                 | 5                   | 0                   | 0                   | 6     | 0     | 0     |
| 2010-2011             | Charleroi SC            | Division 1            | 10          | 0           | 0           | -                     | -                     | -                     | PO3                 | 1                   | 0                   | 0                   | 11    | 0     | 0     |
| Sous-total            | Sous-total              | Sous-total            | 11          | 0           | 0           | -                     | -                     | -                     | -                   | 6                   | 0                   | 0                   | 17    | 0     | 0     |
| 2011-2012             | Club Bruges KV          | Division 1            | -           | -           | -           | -                     | -                     | -                     | PO1                 | -                   | -                   | -                   | 0     | 0     | 0     |
| 2012-2013             | SV Zulte Waregem (prêt) | Division 1            | 1           | 0           | 0           | 1                     | 0                     | 0                     | PO1                 | -                   | -                   | -                   | 2     | 0     | 0     |
| 2013-2014             | KSV Roulers             | Division 2            | 22          | 0           | 0           | 1                     | 0                     | 0                     | -                   | -                   | -                   | -                   | 23    | 0     | 0     |
| 2014-2015             | KSV Roulers             | Division 2            | 13          | 0           | 0           | -                     | -                     | -                     | -                   | -                   | -                   | -                   | 13    | 0     | 0     |
| Sous-total            | Sous-total              | Sous-total            | 35          | 0           | 0           | 1                     | 0                     | 0                     | -                   | -                   | -                   | -                   | 36    | 0     | 0     |
| 2015-2016             | Royal Antwerp FC        | Division 2            | 9           | 0           | 0           | 2                     | 0                     | 0                     | -                   | -                   | -                   | -                   | 11    | 0     | 0     |
| 2016-2017             | Union Saint-Gilloise    | Division 1B           | 11          | 1           | 1           | -                     | -                     | -                     | PO2                 | 8                   | 2                   | 0                   | 19    | 3     | 1     |
| 2017-2018             | Union Saint-Gilloise    | Division 1B           | 25          | 2           | 1           | 2                     | 0                     | 0                     | PO3                 | 4                   | 0                   | 0                   | 31    | 2     | 1     |
| 2018-2019             | Union Saint-Gilloise    | Division 1B           | 20          | 2           | 1           | 3                     | 0                     | 0                     | PO2                 | 8                   | 0                   | 1                   | 31    | 2     | 2     |
| 2019-2020             | Union Saint-Gilloise    | Division 1B           | 22          | 2           | 0           | 1                     | 0                     | 0                     | -                   | -                   | -                   | -                   | 23    | 2     | 0     |
| Sous-total            | Sous-total              | Sous-total            | 78          | 7           | 3           | 6                     | 0                     | 0                     | -                   | 20                  | 2                   | 1                   | 104   | 9     | 4     |
| 2020-2021             | KVC Westerlo            | Division 1B           | 18          | 1           | 0           | 2                     | 0                     | 0                     | -                   | -                   | -                   | -                   | 20    | 1     | 0     |
| 2021-2022             | KVC Westerlo            | Division 1B           | 23          | 1           | 0           | 3                     | 0                     | 0                     | -                   | -                   | -                   | -                   | 26    | 1     | 0     |
| 2022-2023             | KVC Westerlo            | Division 1A           | 19          | 0           | 0           | 2                     | 0                     | 0                     | PO2                 | 5                   | 0                   | 0                   | 26    | 0     | 0     |
| 2023-2024             | KVC Westerlo            | Division 1A           | 6           | 0           | 0           | 1                     | 0                     | 0                     | -                   | -                   | -                   | -                   | 7     | 0     | 0     |
| Sous-total            | Sous-total              | Sous-total            | 66          | 2           | 0           | 8                     | 0                     | 0                     | -                   | 5                   | 0                   | 0                   | 79    | 2     | 0     |
| 2024-2025             | Lierse Kempenzonen      | Division 1B           | 23          | 1           | 2           | 1                     | 0                     | 0                     | -                   | -                   | -                   | -                   | 24    | 1     | 2     |
| 2025-2026             | Lierse Kempenzonen      | Division 1B           | 2           | 0           | 0           | -                     | -                     | -                     | -                   | -                   | -                   | -                   | 2     | 0     | 0     |
| Sous-total            | Sous-total              | Sous-total            | 25          | 1           | 2           | 1                     | 0                     | 0                     | -                   | -                   | -                   | -                   | 26    | 1     | 2     |
| Total sur la carrière | Total sur la carrière   | Total sur la carrière | 225         | 10          | 5           | 19                    | 0                     | 0                     | -                   | 31                  | 2                   | 1                   | 275   | 12    | 6     |

## Palmarès

### En club
|  |  | SV Zulte Waregem - Championnat de Belgique : - Vice-champion : 2013 |  | KVC Westerlo - Championnat de Belgique de deuxième division (1) : - Champion : 2022 |